# Депресивний розлад особистості
Депресивний розлад особистості (ДРО), також відомий як меланхолійний розлад особистості (МРО) — психіатричний діагноз, який позначає розлад особистості з депресивними ознаками.
Спочатку був включений у DSM-II Американської психіатричної асоціації, але вже у DSM-III та DSM-III-R був виключений. Останній опис депресивного розладу особистості описано у додатку B до DSM-IV-TR. Хоча у DSM-5 він більше не вказаний як розлад особистості, але діагноз субклінічного розладів особистості, не уточнені інших чином, можна використовувати для класифікації еквівалента депресивного розладу особистості. У DSM-5 його було переглянуто для відновлення як діагнозу в альтернативному підході до розладів особистості у формі «загальних критеріїв розладу особистості», які в першу чергу оцінюють «порушення функціонування особистості».
Хоча депресивний розлад особистості має певну схожість з розладами настрою, такими як дистимія, він також має багато подібностей з іншими розладами особистості, включаючи тривожний розлад особистості. Деякі дослідники стверджують, що депресивний розлад особистості достатньо відрізняється від цих інших станів, щоб виправдати його самостійність у вигляді окремого діагнозу / розладу.

## Характеристики
DSM-IV визначає депресивний розлад особистості як «поширену модель депресивної свідомості та поведінки, що починається у ранньому дорослому віці та виникає у різних контекстах». Депресивний розлад особистості виникає до, під час та після серйозних депресивних епізодів, що робить його чіткий діагноз, який не входить у визначення великих депресивних епізодів або дистимічного розладу. Зокрема, для встановлення діагнозу депресивного розладу особистості протягом більшості днів протягом принаймні 2 років мають бути присутні 5 або більше таких ознак:
- У звичайному настрої переважання: пригніченості, похмурості, безрадісності, безрадісності та нещастя;
- Я-концепція зосереджена на переконаннях у неадекватності, нікчемності та низькій самооцінці;
- Критичність, звинувачення[en] і зневага до себе;
- Задумливість і відданість хвилюванню;
- Негативність, критичність і осудливість щодо інших;
- Песимістичність;
- Схильність до почуття провини або докорів сумління.[1]

Дослідження, проведені у 2000-2002 роках, виявили більше кореляції між депресивним розладом особистості та дистимією, ніж порівнянна група людей без депресивного розладу особистості.

## Підтипи Мійона
Теодор Мійон виділив 5 підтипів депресії. Будь-яка особа з депресивним станом може не проявляти жодного з підтипів або мати один чи більше:
| Підтип                             | Опис                                   | Особистісні риси |
| ---------------------------------- | -------------------------------------- | --- |
| Депресивний стан з поганим гумором | Включає негативістські риси            | Люди цього підтипу часто є іпохондричними, сварливими та дратівливими, відчуваючі провину та самоосуд. Загалом депресивні особи з поганим настроєм спустошені й думають про все найгірше. |
| Самопринижувальна депресія         | Включає риси залежності                | Люди самознущаються, дискредитують себе, вони одіозні, безчесні та зневажливі до себе за слабкості та недоліки. Звинувачують себе у тому, що вони недостатньо хороші.                     |
| Хвороблива депресія                | Включає шизоїдні та мазохістичні риси  | Хворобливі депресивні особи відчувають глибоку пригніченість і похмурість, дуже сумні й часто почуваються виснаженими та пригніченими.                                                    |
| Неспокійно депресивний стан        | Включає риси уникнення (тривоги)       | Люди, постійно неспокійні, схвильовані, перебувають у відчаї та збентежені. Це підтип, який найімовірніше вчинить самогубство, щоб уникнути цього відчаю.                                 |
| Модно депресивний                  | Включає театральні та нарцистичні риси | Люди, які сприймають свої страждання як облагородження. Вони вважають свою депресію самозвеличенням і гідністю; їхнє нещастя є стильним вираженням соціального розчарування.              |

Не всі люди з депресивним розладом належать до підтипів. Ці підтипи є багаторівневими, оскільки хворі зазвичай відчувають кілька підтипів замість обмежено вписуватися в одну категорію. Нині цей набір підтипів асоціюється з «меланхолійними розладами особистості». Усі розлади особистості депресивного спектру є меланхолійними, і їх можна розглядати з точки зору цих підтипів.

## DSM-5

### Подібність до дистимічного розладу
Велика частина суперечок навколо потенційного включення депресивного розладу особистості у DSM-5 випливає з його очевидної схожості з дистимічним розладом, діагноз якого вже включений у DSM-IV. Дистимічний розлад характеризується різноманітними депресивними симптомами, такими як гіперсомнія або втома, низька самооцінка, поганий апетит або труднощі з прийняттям рішень, протягом понад 2 років, причому симптоми ніколи не є чисельними або настільки серйозними, щоб кваліфікувати їх як великий депресивний розлад. Особи з дистимічним розладом можуть відчувати соціальну замкнутість, песимізм й почуття неадекватності частіше, ніж інші хворі зі спектром депресії. Дистимія з раннім початком є діагнозом, найбільш тісно пов'язаним із депресивним розладом особистості.
Ключова відмінність між дистимічним розладом та депресивним розладом особистості полягає у фокусі симптомів, які використовуються для діагностики. Дистимічний розлад діагностують, опираючись на соматичні відчуття, більш відчутні. Депресивний розлад особистості діагностується за когнітивними та інтрапсихічними симптомами, тобто більш емоційними аспектами людини або її думками / почуттями. Симптоми дистимічного розладу та депресивного розладу особистості можуть виглядати схожими, на перший погляд, але саме те, як ці симптоми розглядаються, і відрізняє ці два діагнози.

### Супутня патологія з іншими розладами
Багато дослідників вважають, що депресивний розлад особистості є настільки коморбідним з іншими депресивними розладами: маніакально-депресивними епізодами та дистимічним розладом, що включати його як окремий діагноз є зайвим. Однак останні дослідження виявили, що дистимічний розлад та депресивний розлад особистості не такі супутні, як вважалося раніше. Було виявлено, що майже дві третини досліджуваних із депресивним розладом особистості не мали дистимічного розладу, а 83% не мали ранньої дистимії.
Коморбідність із депресивними розладами осі I не така висока, як передбачалося. Експеримент, проведений американськими психологами, показав, що депресивний розлад особистості демонструє високий рівень коморбідності з великою депресією, яку людина пережила в певний момент протягом життя, і з будь-якими розладами настрою, які спостерігалися в будь-який момент протягом життя. При багатьох діагнозах очікується високий рівень коморбідності з цими захворюваннями. Що стосується надзвичайно високого рівня коморбідності з розладами настрою, було виявлено, що практично всі розлади настрою є коморбідними принаймні з одним іншим, особливо якщо дивитися на пацієнта враховуючи всю його історію життя.